# Списък на римските управители на Дакия
Дакия или провинция Дакия (Dacia) е наричана през древността приблизително територията на днешна Румъния.
От 5 век пр.н.е. местността е населявана от тракийски народи като даки и гети. По времето на дакийския цар Децебал през 102-106 г. римляните завладяват Дакия чрез т.нар. Дакийски войни.
През периода 117 - 168 г. Дакия е разделена на три частични римски провинции. За следващите години в списъка са дадени само управителите на провинцията Горна Дакия (Dacia superior, отговаря приблизително на територията Банат до централна Трансилвания или Седмоградско). Провинцията Долна Дакия (Dacia inferior) стига до Дунавската граница (Мизия) и северната провинция Дакия Поролисенсис (Dacia Porolissensis) през източните Карпати до Прут.

## 102–106: Военно управление
- Гней Пинарий Емилий Цикатрикула Помпей Лонгин (Cn. Pinarius Aemilius Cicatricula Pompeius Longinus) (вероятно главен командир на легионите IIII Флавиев и XIII Близначен)

## 106–117: ПровинцияДакия(Dacia)
- Юлий Сабин (Iulius Sabinus) (106–107/109)
- Децим Теренций Скавриан (D. Terentius Scaurianus) (?109–?110)
- Гай Авидий Нигрин (C. Avidius Nigrinus) (110/112–?115)
- Гай Юлий Квадрат Бас (C. Iulius Quadratus Bassus) (117)

## 117–168: ПровинцияГорна Дакия(Dacia superior)
- Гней Миниций Фаустин Секст Юлий Север (Cn. Minicius Faustinus Sex. Iulius Severus) (119/120–127)
- Тиберий Клавдий (Ti. Claudius ...) (127–132)
- Егнаций (Egnatius ...) (127–132)
- Гней Папирий Елиан Емилий Тускил (Cn. Papirius Aelianus Aemilius Tuscillus) (132–135)
- Гай Юлий Бас (C. Iulius Bassus) (135–139)
- Луций Аний Фабиан (L. Annius Fabianus) (139–141/142)
- Квинт Мустий Приск (Q. Mustius Priscus) (141/142–144)
- Публий Орфидий Сенецион (P. Orfidius Senecio) (?144/146–146/148)
- Гай Курций Юст (C. Curtius Iustus) (148–150/151)
- Марк Седаций Севериан (M. Sedatius Severianus) (150/151–153)
- Луций Юлий Прокул (L. Iulius Proculus) (?152–?156)
- Марк Статий Приск Лициний Италик (M. Statius Priscus Licinius Italicus) (156/157–158)
- Публий Фурий Сатурнин (P. Furius Saturninus) (159–161/162)
- Публий Калпурний Прокул Корнелиан (P. Calpurnius Proculus Cornelianus) (161/162–?164)
- Тиберий Юлий Флакцин (Ti. Iulius Flaccinus) (?164–?168)
- Калпурний Юлиан (Calpurnius Iulianus) (?153–?156 или ?164–?166)
- Секст Юлий Арикола (Sex Iulius Aricola) (?166–?168)

## 168–271: Провинция Дакия с трите провинции-части (Tres Daciae)
- Марк Клавдий Фронтон (M. Claudius Fronto) (168–170)
- Секст Корнелий Клемент (Sex. Cornelius Clemens) (170–?172)
- Луций Тусидий Кампестер (L. Tusidius Campester ?) (?172–?174/175)
- Луций Емилий Кар (L. Aemilius Carus)(?174/175–?177)
- Гай Арий Антонин (C. Arrius Antoninus) (?177?–?178)
- Публий Хелвий Пертинакс (Publius Helvius Pertinax) (?178–?179)
- Гай Ветий Сабиниан Юлий Хоспет (C. Vettius Sabinianus Iulius Hospes) (?179–?182)
- Гай Песцений Нигер (Gaius Pescennius Niger) (?180/183)
- Луций Веспроний Кандид Салустий Сабиниан (L. Vespronius Candidus Sallustius Sabinianus) (183/185)
- Гай К... Хаста (C. C... Hasta) (преди ?185/193)
- Полений Авспекс (Pollienus Auspex), (?190–?192/193)
- Квинт Аврелий Пол Теренциан (Q. Aurelius Polus Terentianus) (?192–194/195)
- Публий Септимий Гета (Publius Septimius Geta) (194/195–?197)
- Херений Гемелин (Herennius Gemellinus) (198/208)
- Луций Октавий Юлиан (L. Octavius Iulianus) (ок. 200/201)
- Луций Помпоний Либералис (L. Pomponius Liberalis) (ок. 202–204)
- Публий Мевий Сур (P.? Mevius Surus) (?205)
- Клавдий Гал (Cl(audius?) Gallus) (205/209)
- Гай Юлий Максимин (C. Iulius Maximinus) (208–?210)
- [...] Постум ([...] Postumus) (211/212)
- Луций Марий Перпету (L. Marius Perpetuus) (?212/213–214/215)
- Гай Юлий Септимий Кастин (C. Iulius Septimius Castinus) (?214/215–217)
- Марций Клавдий Агрипа (Marcius Claudius Agrippa) (217/218)
- Ясдий Домициан (Iasdius Domitianus) (?233/235)
- Марк Куспидий Фламиний Север (M.? Cuspidius Flaminius Severus) (?235–?236)
- Квинт Юлий Лициниан (Q. Iulius Licinianus?) (?237–238)
- Децим Симоний Прокул Юлиан (D. Simonius Proculus Iulianus) (?241–?243)
- Марк Верацилий Вер (M. Veracilius Verus) (вероятно при император Комод, вероятно също началото на 3 век)
- Януарий ([...] Ianuarius [...]) (2/3 век)